# Staré noviny literního umění
Staré noviny literního umění az első szlovák nyelven megjelenő irodalmi lap volt a Magyar Királyságban. Ondrej Plachý alapította 1785-ben Besztercebányán. Első lapszáma 1785 májusában jelent meg. Terjedelme négy ív volt. Rövid ideig tartó fennállása idején összesen 60 előfizetővel rendelkezett. A lap 1786 tavaszán szűnt meg.